# هاري بار
هاري بار (بالإنجليزية: Harry Parr)‏ (23 أكتوبر 1915 في المملكة المتحدة - 2004) هو لاعب كرة قدم بريطاني (وحمل سابقاً جنسية المملكة المتحدة لبريطانيا العظمى وأيرلندا) في مركز مهاجم داخلي. لعب مع نادي ليتون أورينت ومنتخب إنجلترا الوطني لكرة القدم للهواة ‏ ولينكولن سيتي أف سي.